# Bitter Moon
Bitter Moon (bra: Lua de Fel; prt: Lua de Mel, Lua de Fel) é um filme franco-britânico-americano, dos gêneros drama, erótico, romântico e suspense de 1992 dirigido por Roman Polanski e estrelado por Hugh Grant, Kristin Scott Thomas, Emmanuelle Seigner e Peter Coyote. O filme é conhecido na França como Lunes de fiel (um trocadilho com a frase francesa "lune de miel", que significa "lua de mel", em italiano é conhecido como Luna di fiele). O roteiro é inspirado no romance Lunes de fiel, escrito pelo autor francês Pascal Bruckner. A trilha sonora foi composta por Vangelis.
Em seu lançamento na Europa (em 1992) e na América do Norte (em 1994), Bitter Moon não foi um sucesso comercial e recebeu críticas mistas dos críticos. Uma crítica positiva veio de Roger Ebert, que disse: "Polanski dirige sem compromisso ou pedido de desculpas, e é engraçado como os críticos podem preferir isso, mas enquanto eles assistem você pode ouvir um alfinete cair". De acordo com o jornalista Matthew Tempest, ele e o diretor de cinema Christopher Nolan compartilharam "um fraco" por Bitter Moon como estudantes.
Com base nas 33 avaliações coletadas por Rotten Tomatoes, 64% dos críticos deram ao filme uma crítica positiva.
Emmanuelle Seigner é casada com Roman Polanski desde 1989. Peter Coyote e Kristin Scott Thomas voltariam a atuarem juntos como um casal no filme de 1999 Random Hearts.

## Sinopse
O casal britânico Nigel (Hugh Grant) e Fiona Dobson (Kristin Scott Thomas) estão em um navio de cruzeiro no Mediterrâneo para Istambul, a caminho da Índia. Eles encontram uma linda mulher francesa, Mimi (Emmanuelle Seigner), e naquela noite Nigel a encontra enquanto dança sozinha no bar do navio. Mais tarde, Nigel conhece seu marido americano, muito mais velho e deficiente, Oscar (Peter Coyote), que é amargo e cínico, tendo sido cansado e fracassado como escritor.
Oscar convida Nigel para sua cabana onde ele diz a Nigel em detalhes como ele e Mimi se conheceram em um ônibus em Paris e se apaixonaram apaixonadamente. Nigel relata tudo para Fiona. Ambos estão chocados com o exibicionismo de Oscar, mas Nigel também é fascinado por Mimi, que o provoca. Mais tarde, Oscar narra como eles exploraram bondage, o sadomasoquismo e o voyeurismo. Em contraste com sua aventura sexual, vemos Nigel e Fiona conhecendo um distinto cavalheiro indiano, o Sr. Singh (Victor Banerjee), que está viajando com sua filhinha Amrita (Sophie Patel).
Convidado por Mimi, Nigel, escapando de um jogo de bridge, vai encontrá-la em sua cabana, mas acontece que ela e Oscar brincaram com ele. Nigel quer sair, mas outra sessão se desenrola, com Oscar descrevendo como seu relacionamento amoroso / ódio se desenvolveu. Entediado, ele tentou se separar, mas Mimi implorou que ele a deixasse viver com ele sob quaisquer condições. Ele obedeceu, mas começou a explorar fantasias sádicas às custas dela, humilhando-a em público. Quando Mimi ficou grávida, ele a fez fazer um aborto, dizendo que ele seria um pai terrível. Quando ele a visitou no hospital, ele ficou chocado com a condição dela e quase cedeu em suas tentativas de afastá-la. Ele prometeu-lhe um feriado no Caribe, mas ele saiu do avião pouco antes de decolar. Mimi partiu sozinha, chorando.
Deixando a cabine de Oscar, Nigel encontra Mimi e eles se beijam. Depois, ele encontra Fiona no bar flertando com um jovem. Ela adverte Nigel para não ir longe demais, e que qualquer coisa que ele possa fazer, ela pode fazer melhor. Nigel vai para Oscar, que continua sua narração. Após dois anos de festas e uma noite, ele bêbado entrou na frente de um veículo. Para sua surpresa, Mimi veio visitá-lo no hospital, onde ele estava se recuperando de ferimentos leves e um fêmur fraturado. Mimi apertou as mãos com ele, em seguida, puxou-o para fora de sua cama e o deixou pendurado em seu dispositivo de tração. Tendo se tornado paraplégico dessa maneira, Oscar não teve escolha a não ser deixar Mimi morar com ele novamente e cuidar dele. Ela se deliciava em dominá-lo e humilhá-lo, seduzindo homens à sua frente. Quando Oscar estava desesperado e queria morrer, ela deu-lhe uma arma como presente de aniversário.
Nigel tenta desajeitadamente Mimi, encorajado e treinado por Oscar. As coisas vêm à tona na Véspera de Ano-Novo, quando Fiona os vê dançar juntos. Fiona diz a ele que Oscar a fez ir à festa. Fiona começa a dançar eroticamente com Mimi e se beijam, animadas pelos outros festeiros. Um mar tempestuoso interrompe a festa e as duas mulheres saem juntas. Nigel sai segurando uma garrafa de licor e grita sua frustração com o vento e as ondas.
Nigel encontra Fiona na cabine de Oscar, dormindo nua lado a lado com Mimi. Oscar alega que as mulheres fizeram sexo juntas. Nigel agarra sua garganta, mas Oscar aponta uma arma para ele e ele recua. Oscar atira na Mimi adormecida várias vezes, depois se mata. Enquanto os corpos de Oscar e Mimi estão sendo retirados do navio, Fiona e Nigel, abalados, abraçam-se. O Sr. Singh incentiva sua garotinha a confortá-los.

## Elenco
- Hugh Grant como Nigel Dobson
- Kristin Scott Thomas como Fiona Dobson
- Emmanuelle Seigner como Micheline "Mimi" Bouvier
- Peter Coyote como Oscar Benton
- Luca Vellani como Dado
- Boris Bergman como amigo de Oscar
- Victor Banerjee como Mr. Singh
- Sophie Patel como Amrita Singh
- Olivia Brunaux como Cindy
- Stockard Channing (sem créditos) como Beverly